# × Cephalopactis
× Cephalopactis – rodzaj roślin z rodziny storczykowatych (Orchidaceae). Obejmuje dwa gatunki występujące w Europie w Austrii, Belgii, Czechach i Słowacji. Takson ma pochodzenie mieszańcowe, jego rodzajami rodzicielskimi są: Cephalanthera × Epipactis.

## Systematyka
Rodzaj sklasyfikowany do plemienia Neottieae w podrodzinie epidendronowych (Epidendroideae), rodzina storczykowate (Orchidaceae), rząd szparagowce (Asparagales) w obrębie roślin jednoliściennych.
Wykaz gatunków
- × Cephalopactis hybrida (Jáv.) Domin
- × Cephalopactis speciosa (Wettst.) Asch. & Graebn.